# Zihuateutla
Zihuateutla är en kommun i Mexiko.   Den ligger i delstaten Puebla, i den sydöstra delen av landet, 170 km nordost om huvudstaden Mexico City. Antalet invånare är 12 227. Arean är 177 kvadratkilometer.
Terrängen i Zihuateutla är huvudsakligen kuperad, men västerut är den bergig.
Följande samhällen finns i Zihuateutla:
- Telolotla
- Tecpatlán
- Los Pinos
- Lagunillas
- Ocomantla
- Cacahuatlán
- La Florida
- Nanacatepec
- Los Manguitos
- Cuatechalotla
- San Andrés